# سيديريا
بلدية سيديريا (بالإسبانية: Cedeira)‏، هي إحدى بلديات مقاطعة لا كرونيا إحدى مقاطعات إسبانيا، و التي تقع في منطقة جليقية شمال غرب إسبانيا.
يبلغ عدد سكانها 7.572 نسمة وفقاً لإحصائية سنة (2002).

## أعلام
- خوان رودريغيز مارتينيز